# Ohradzany
Ohradzany (in ungherese Göröginye, in tedesco Heldenhau) è un comune della Slovacchia facente parte del distretto di Humenné, nella regione di Prešov.